# 4846 Тутмос
4846 Тутмос (енгл. 4846 Tuthmosis) је астероид са средњом удаљеношћу од Сунца која износи 3,216 астрономских јединица (АЈ).
Апсолутна магнитуда астероида је 12,1.